# 罗素大学集团
羅素集團（英語：The Russell Group）成立於1994年，由二十四間英國的研究型大學所組成（包含了著名的金三角名校）其性質類似於美洲大學協會。羅素集團皆由國家資助，其目的是要代表这些机构的观点、游说政府国会、提出研究报告来支持他们的立场。
羅素集團名稱的由來，是因為最初的二十所院校的校長，每年春季固定於倫敦羅素廣場旁的羅素飯店，舉行研究經費大會而得名，該集團關心的焦點在於提升研究經費、增加學校收入、招聘最優秀的教職員與學生、降低政府干預及提倡大學合作等。

## 成員
| - 伯明翰大学 - 杜伦大学 - 伦敦帝国理工学院 - 伦敦政治经濟学院 - 牛津大学 - 南安普敦大学 | - 布里斯托大学 - 爱丁堡大学 - 伦敦国王学院 - 曼彻斯特大学 - 倫敦大學瑪麗王后學院 - 伦敦大学学院 | - 剑桥大学 - 埃克塞特大学 - 利兹大学 - 纽卡斯尔大学 - 贝尔法斯特女王大学 - 华威大学 | - 卡迪夫大学 - 格拉斯哥大学 - 利物浦大学 - 诺丁汉大学 - 谢菲尔德大学 - 約克大學 |

## 研究經費
在2003/04年度，英格兰高等教育拨款委员会的研究经费排名（不包括苏格兰和威尔士在内），前十五名是该集团的成员。其中的「金三角」剑桥、牛津、倫敦（政經、帝國、大學、國王）取得超过百分之四十的研究预算。此外卡迪夫大学则获得威尔士地区百分之四十九的研究经费，而爱丁堡大学和格拉斯哥大学则取得苏格兰地区达百分之五十以上的金额。

## 照片

羅素集團
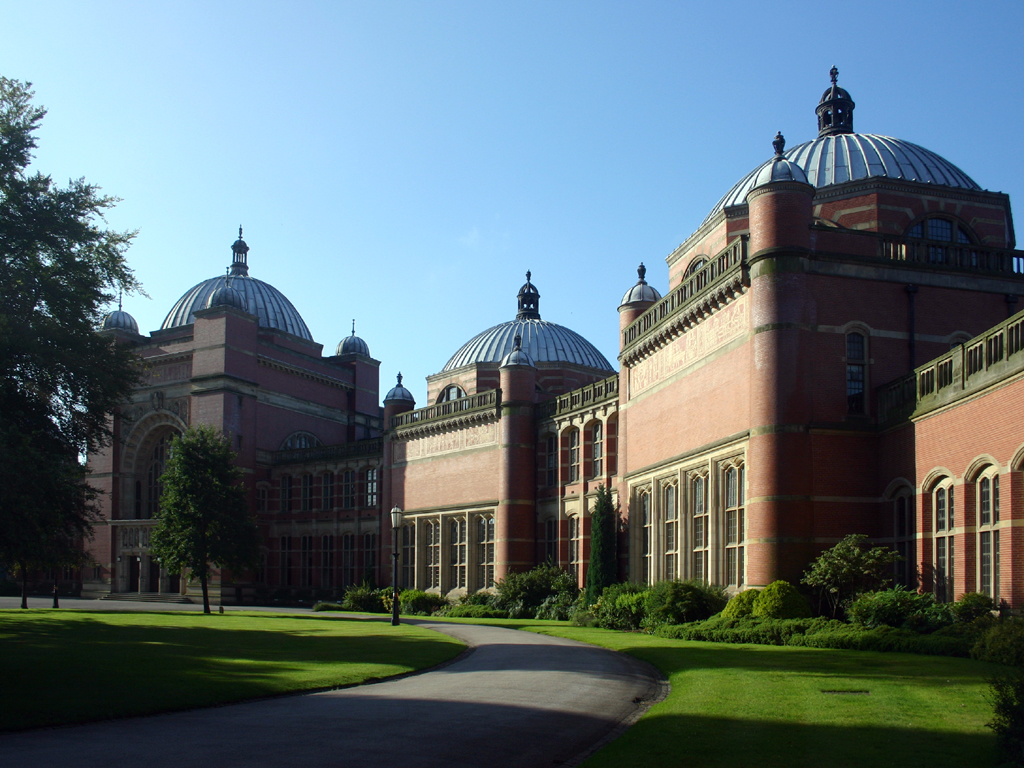
伯明翰大學
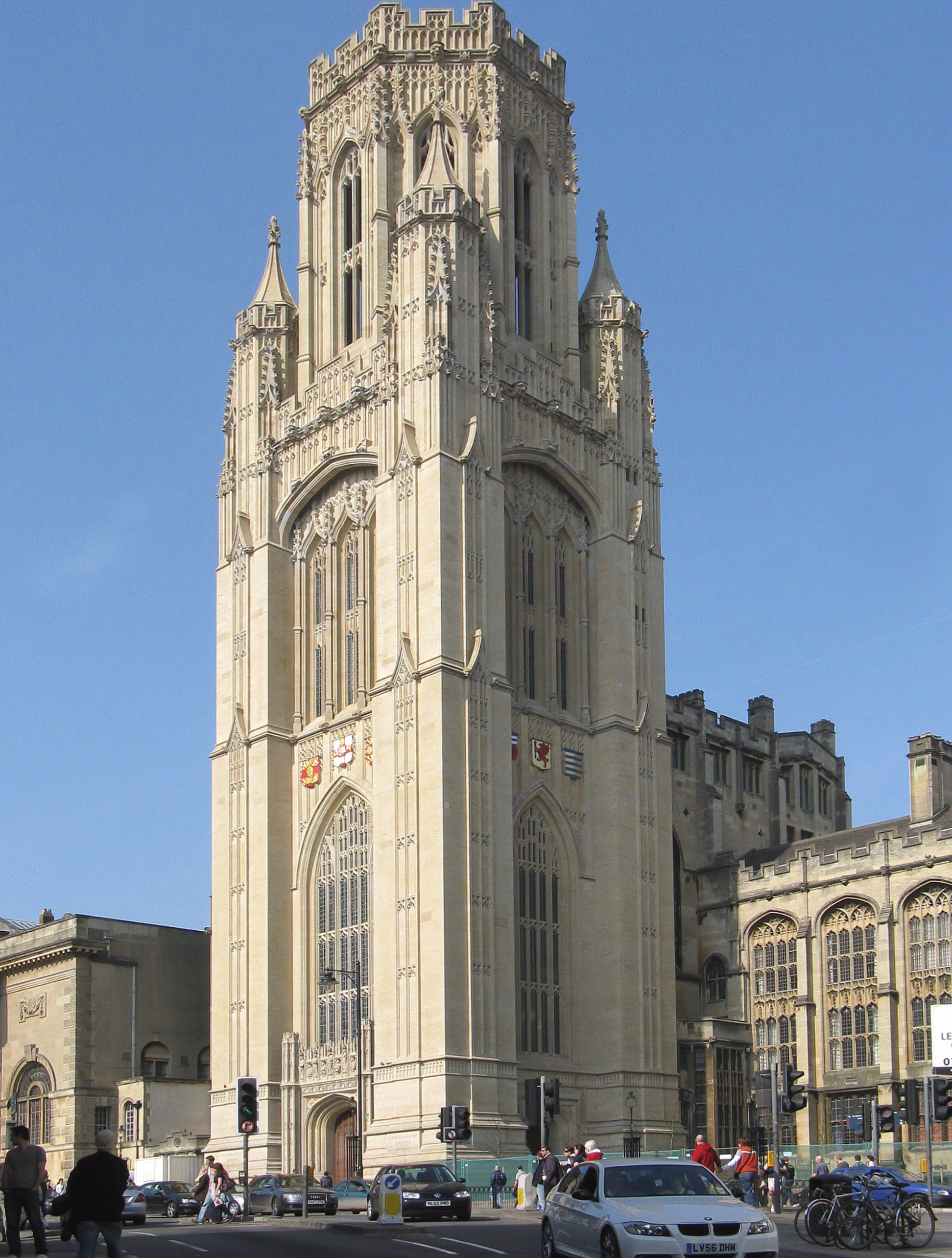
布里斯托大學
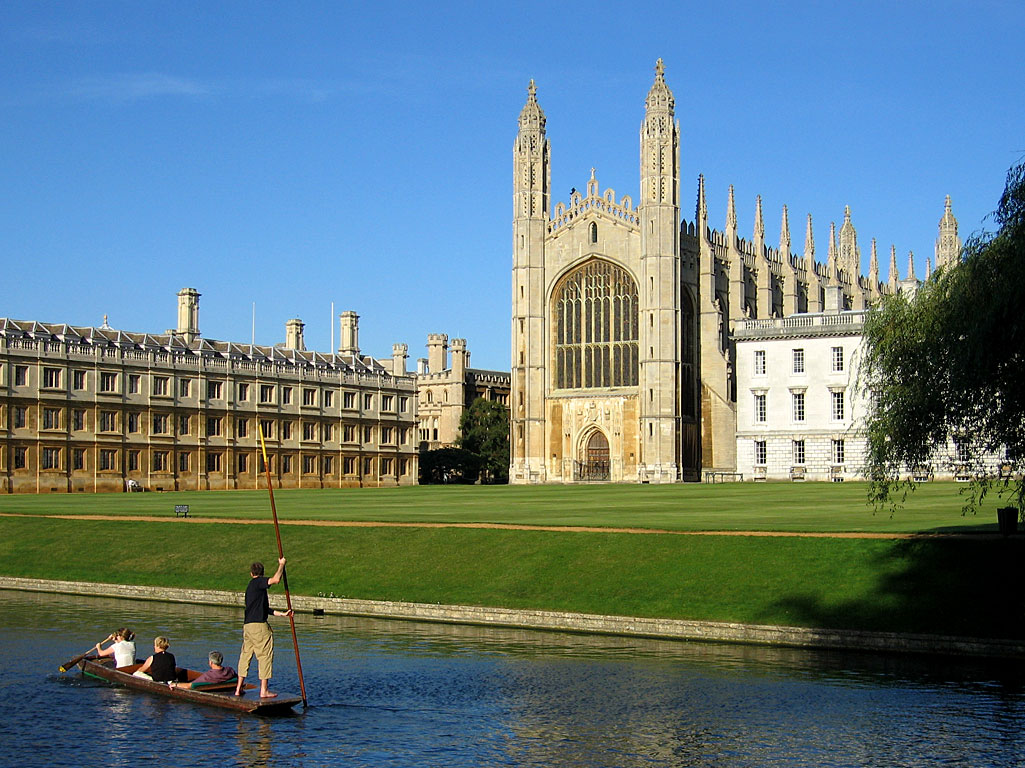
劍橋大學
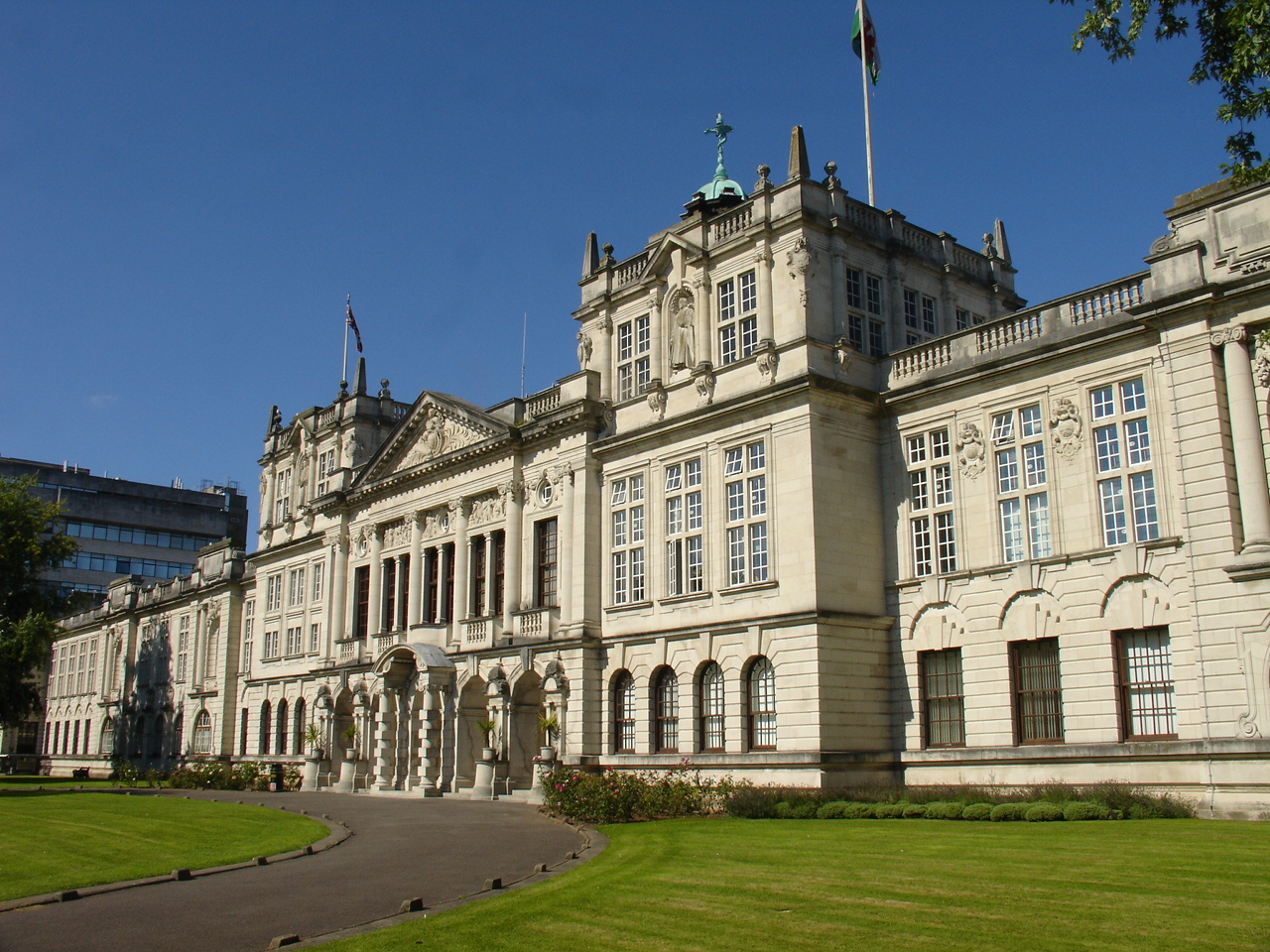
卡迪夫大學
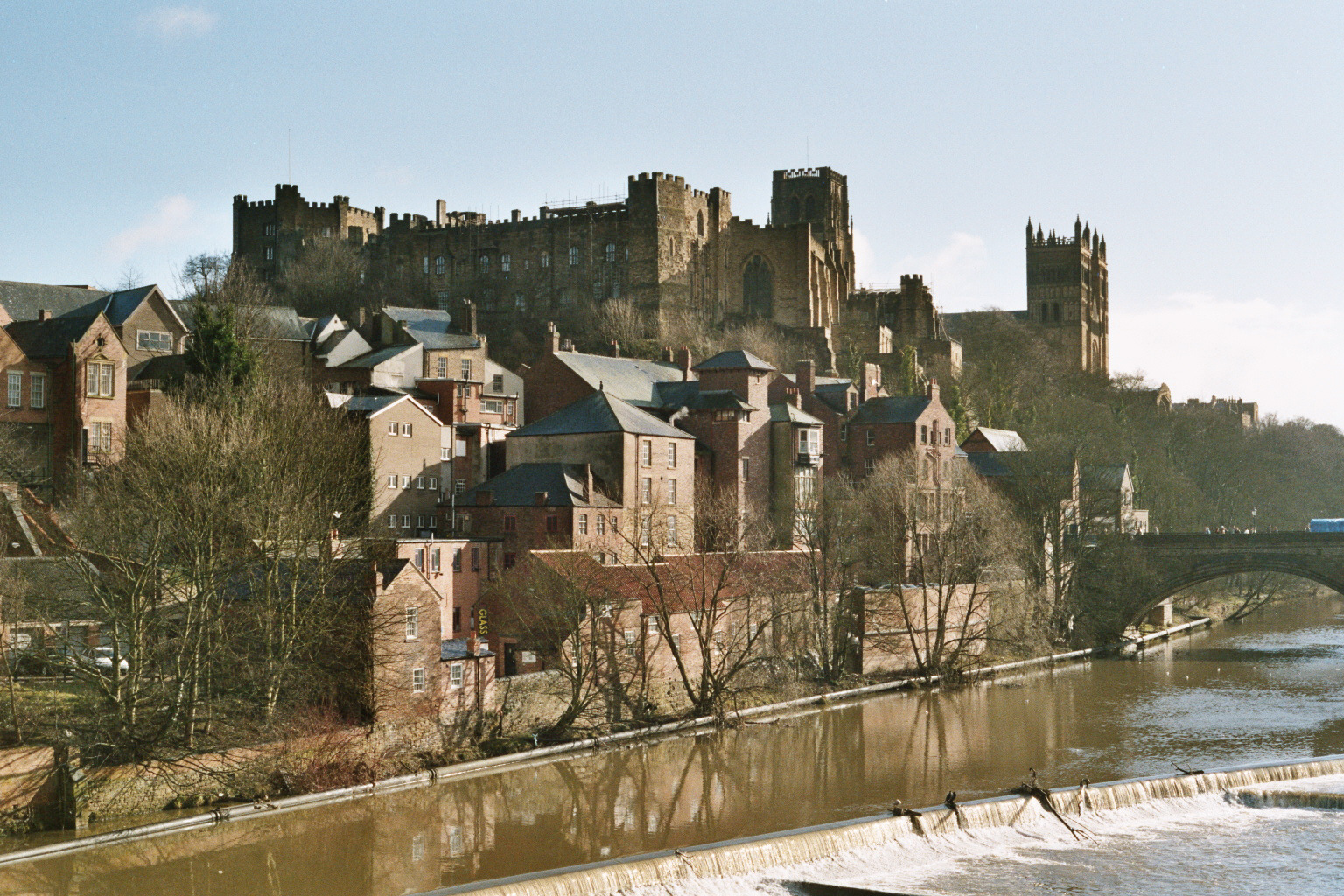
杜倫大學
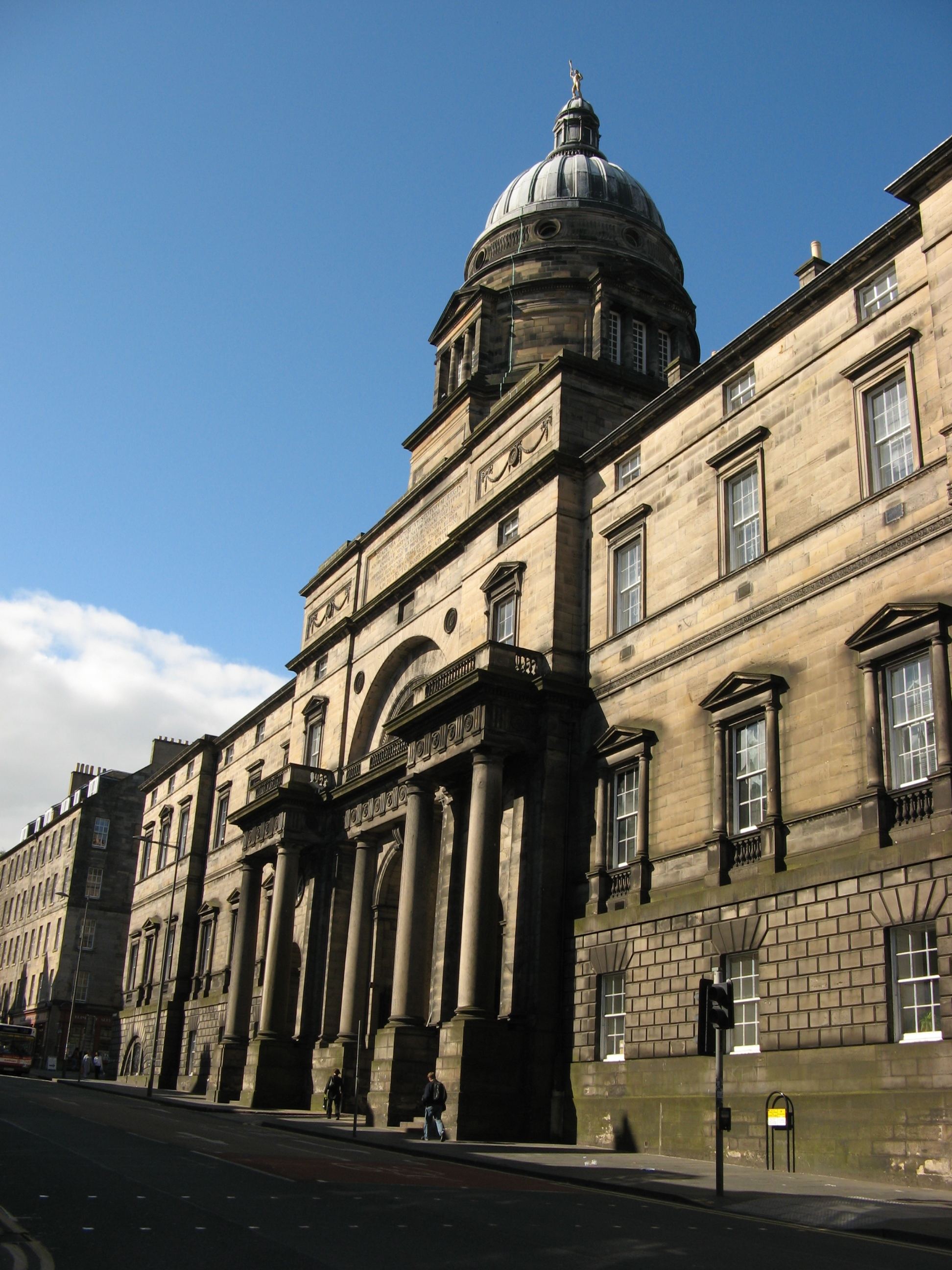
愛丁堡大學
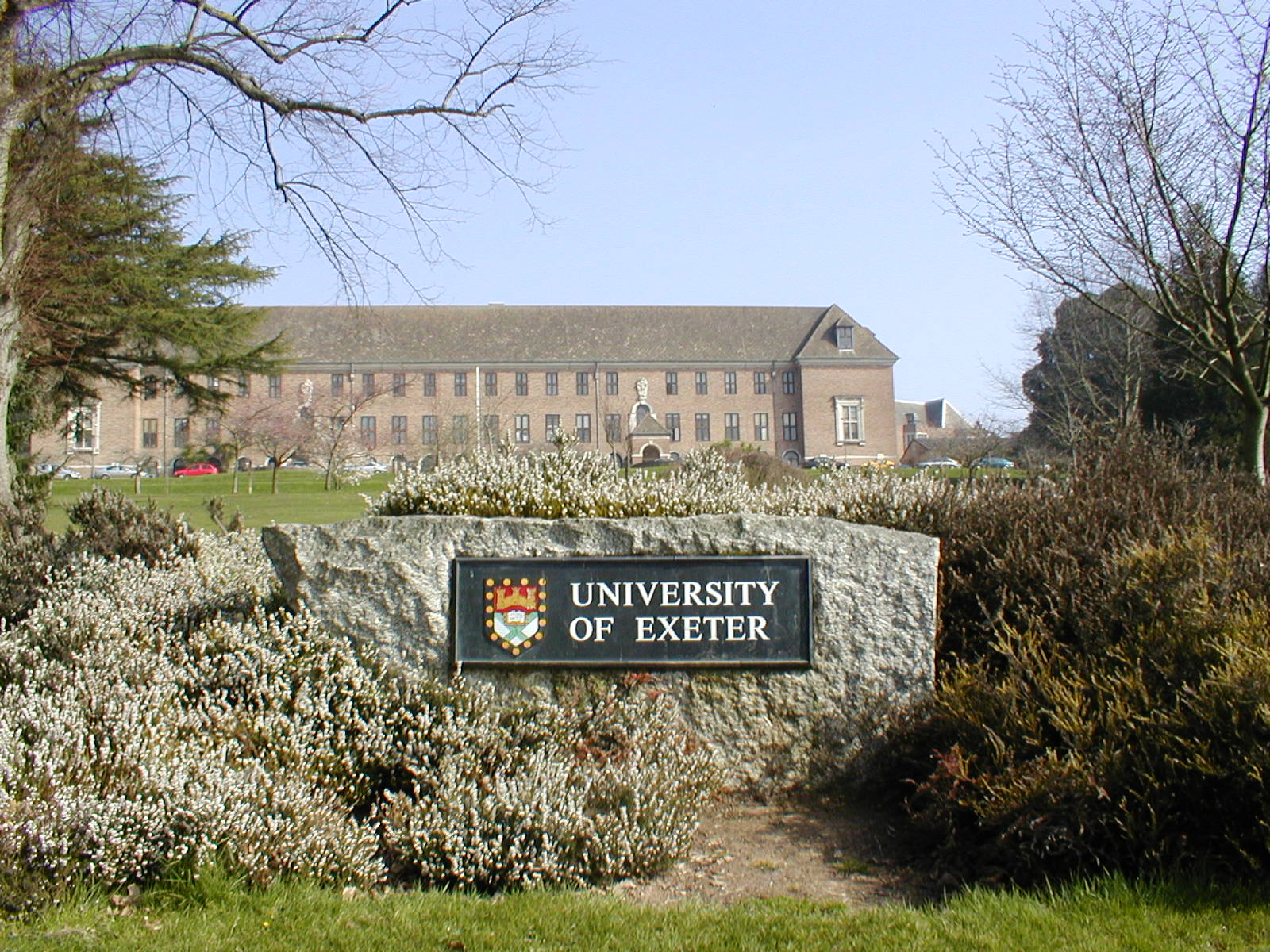
埃克塞特大學
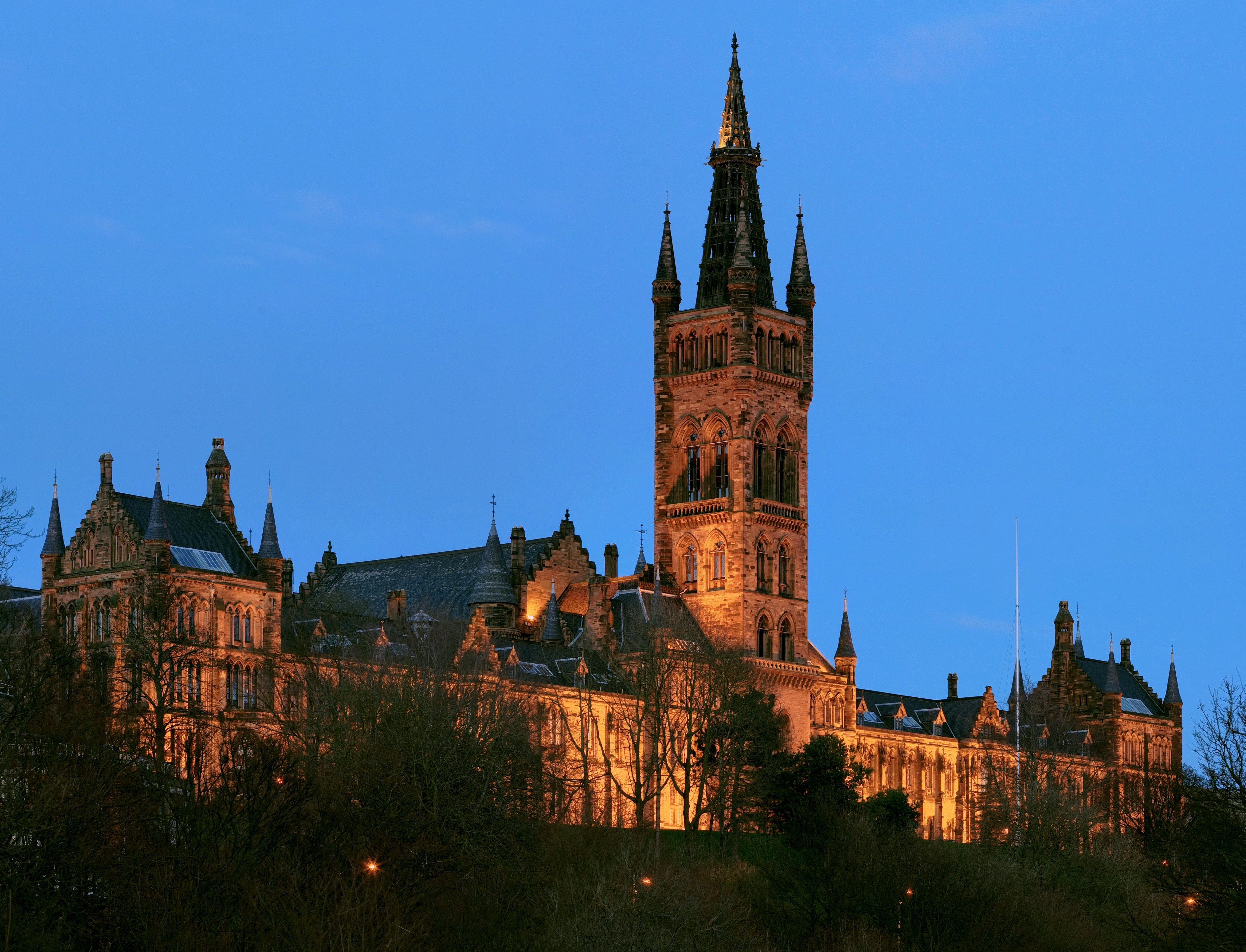
格拉斯哥大學
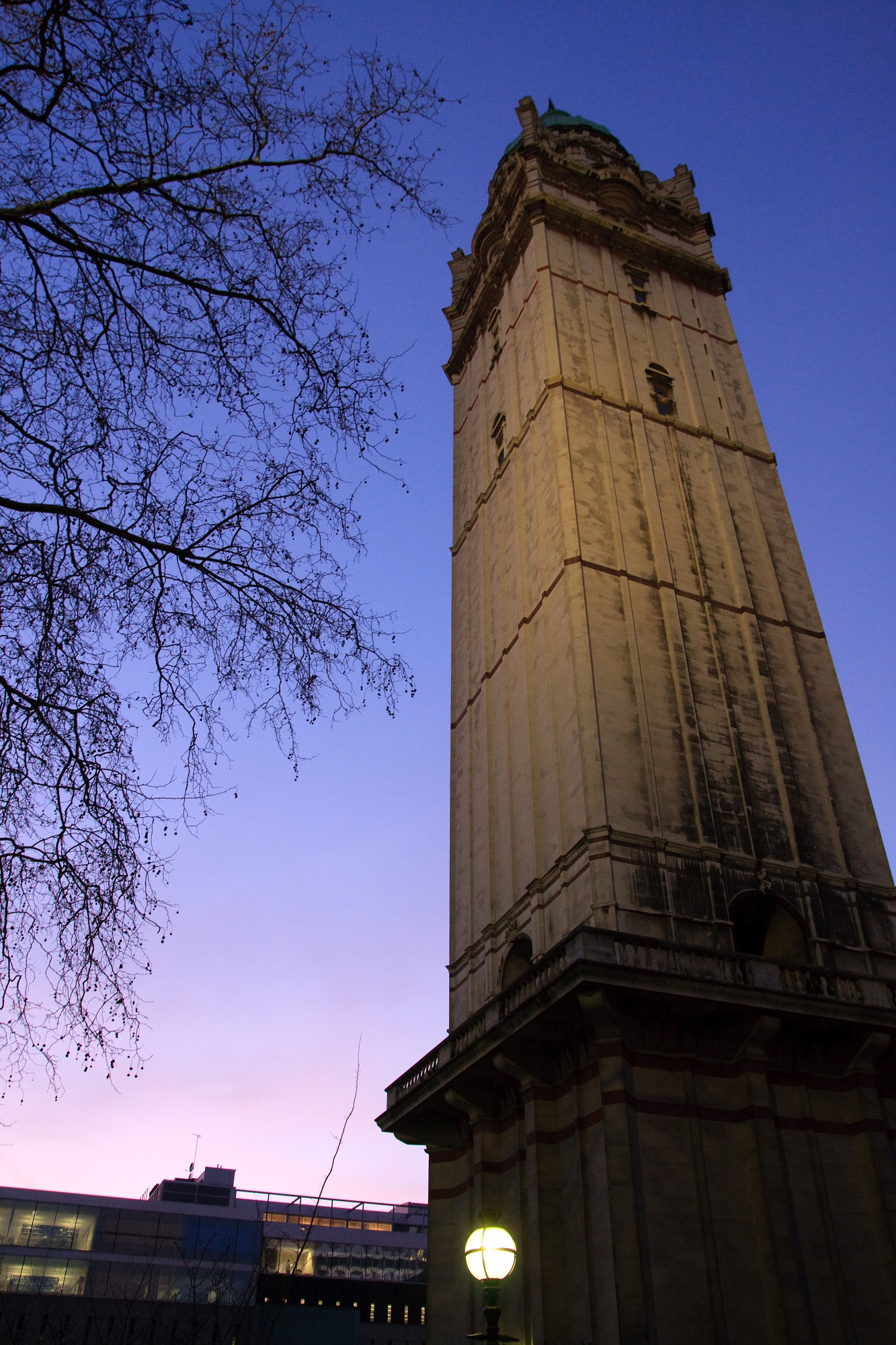
倫敦帝國學院
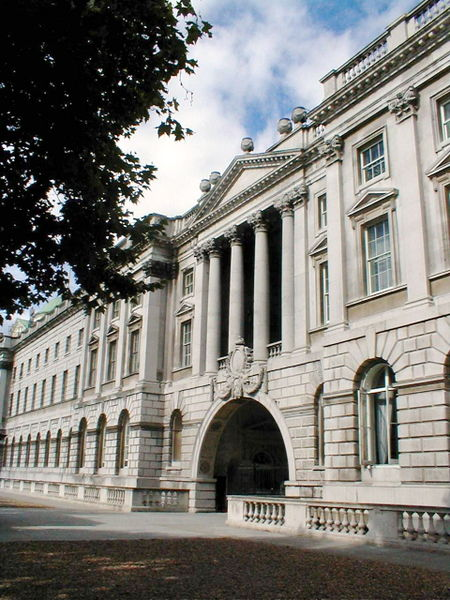
倫敦國王學院
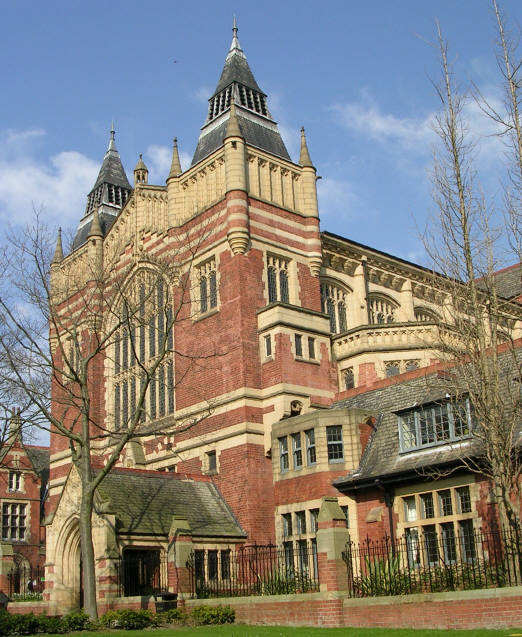
里茲大學
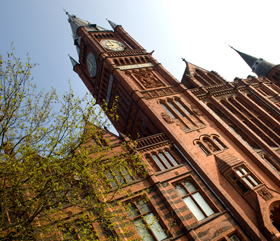
利物浦大學
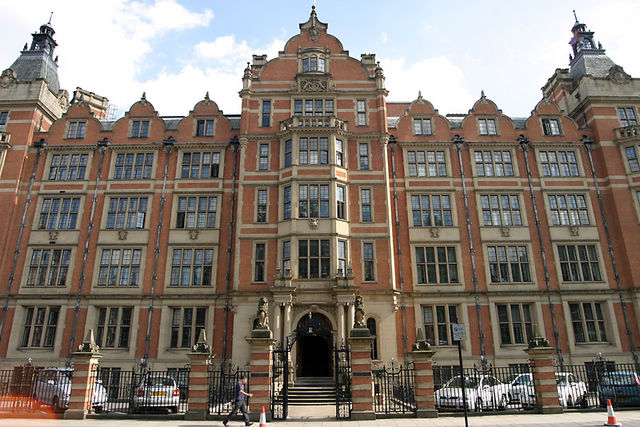
倫敦政治經濟學院
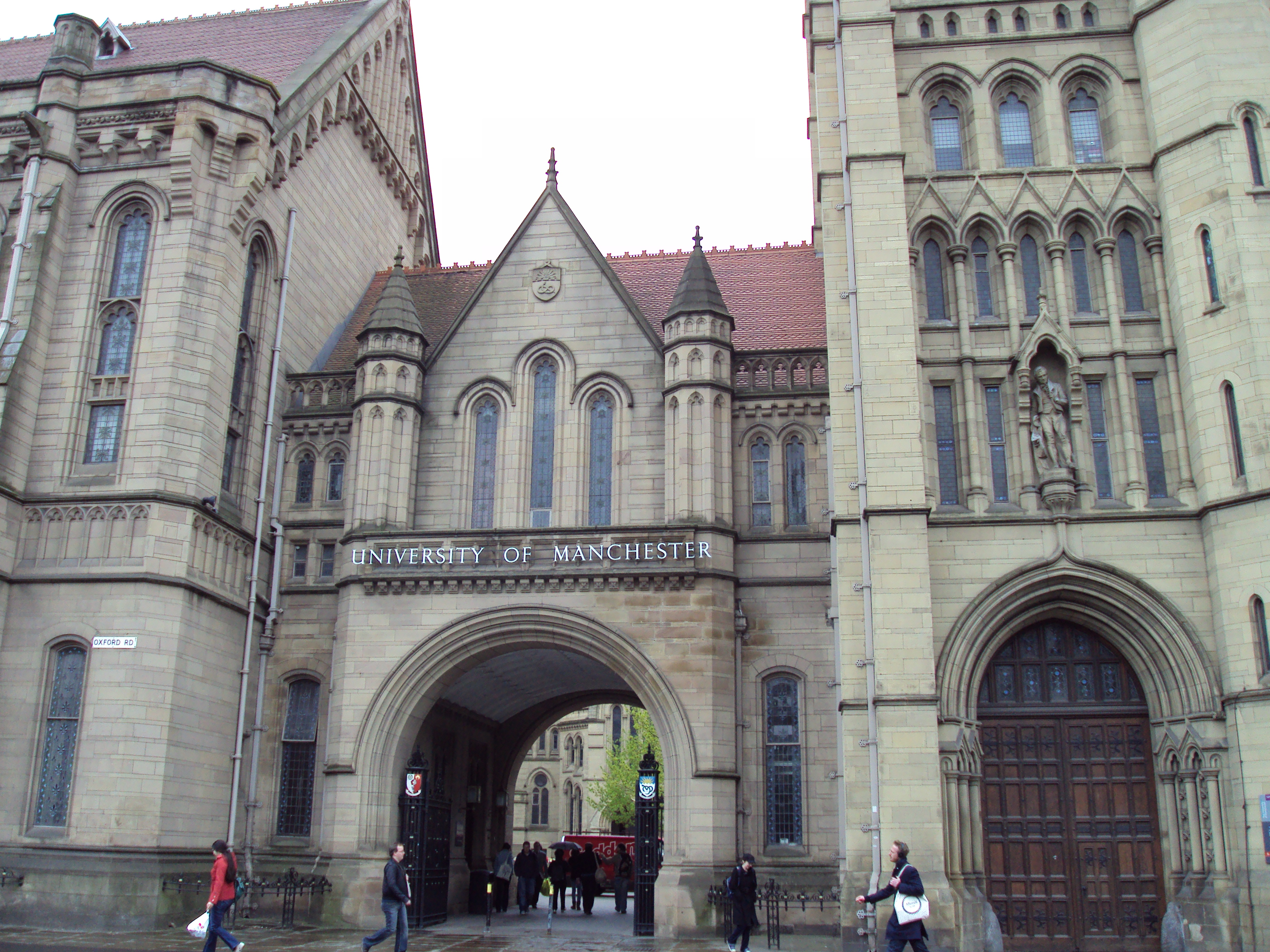
曼徹斯特大學
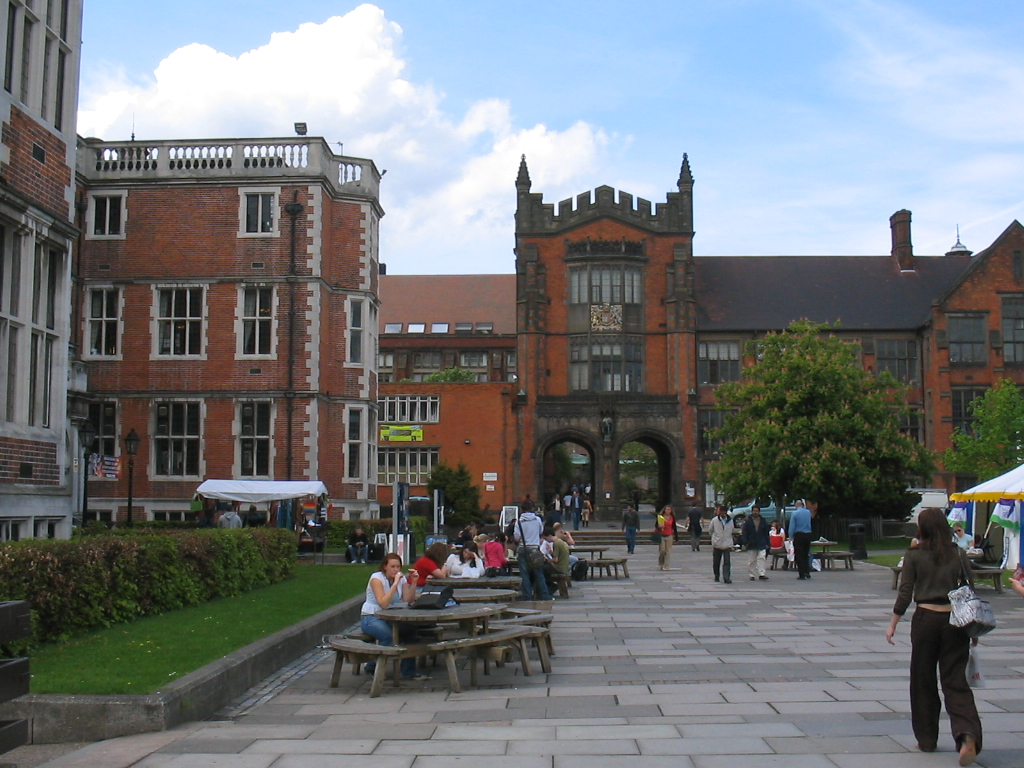
紐卡素大學
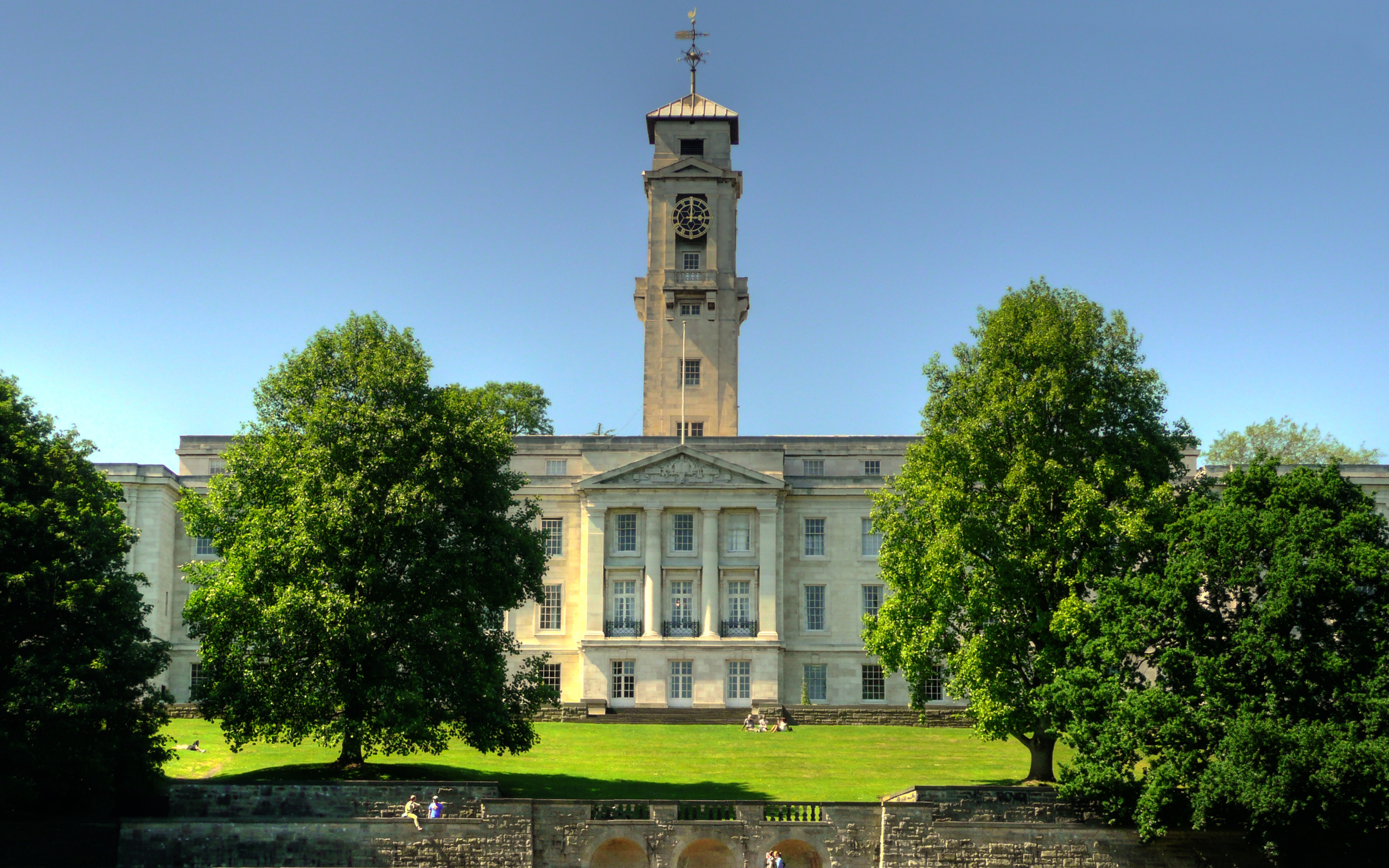
諾丁漢大學
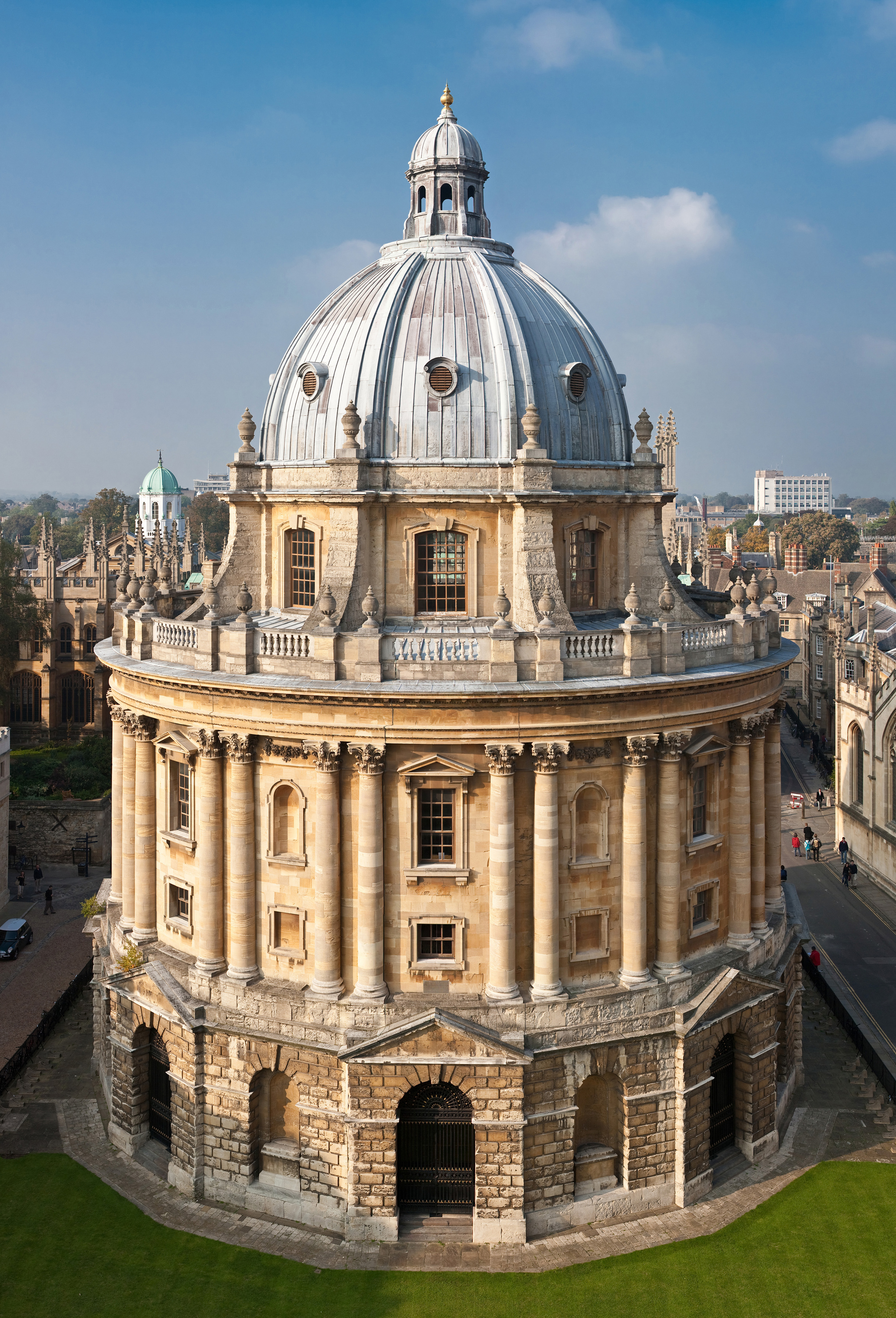
牛津大學
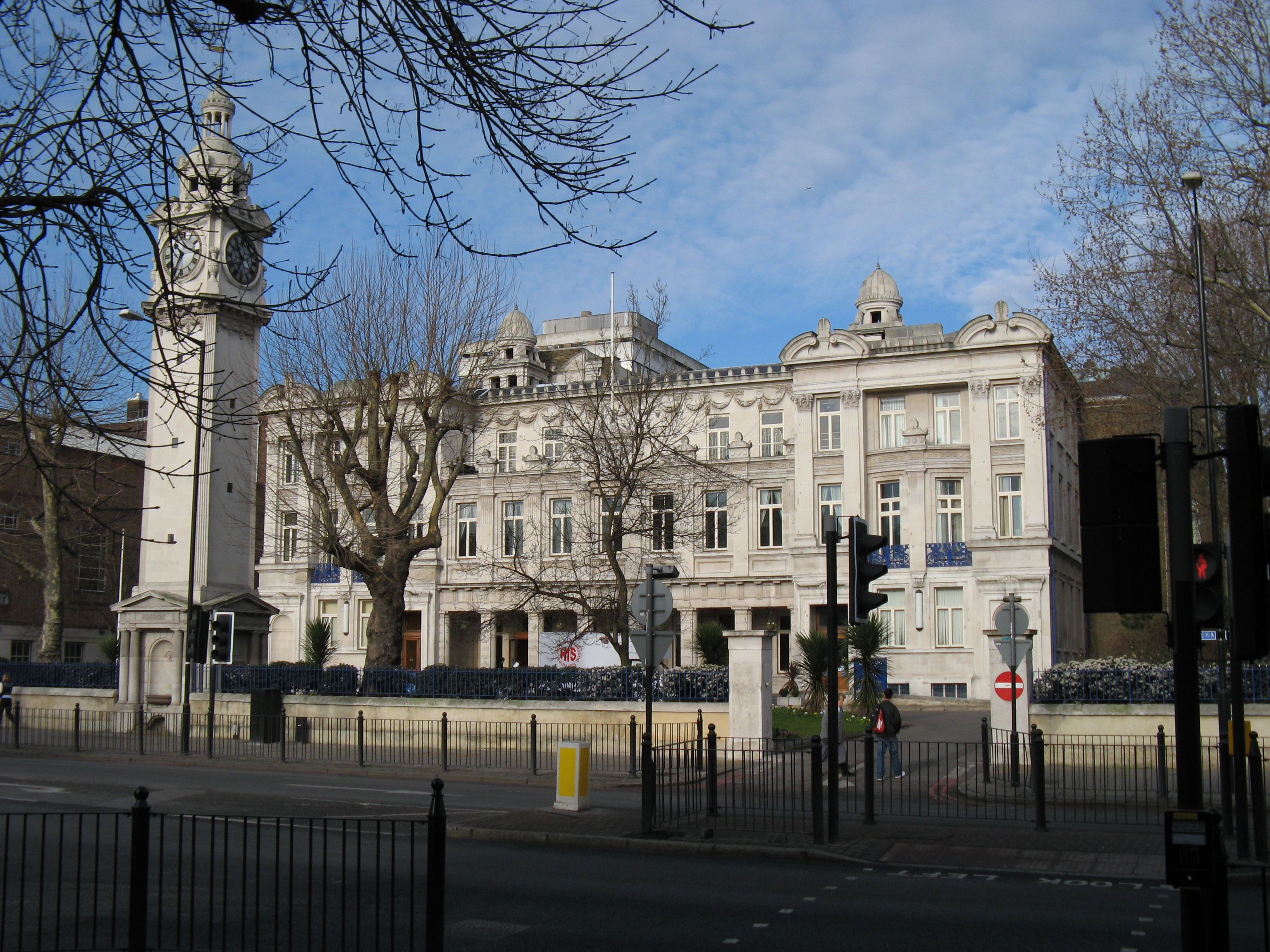
倫敦瑪麗女王大學
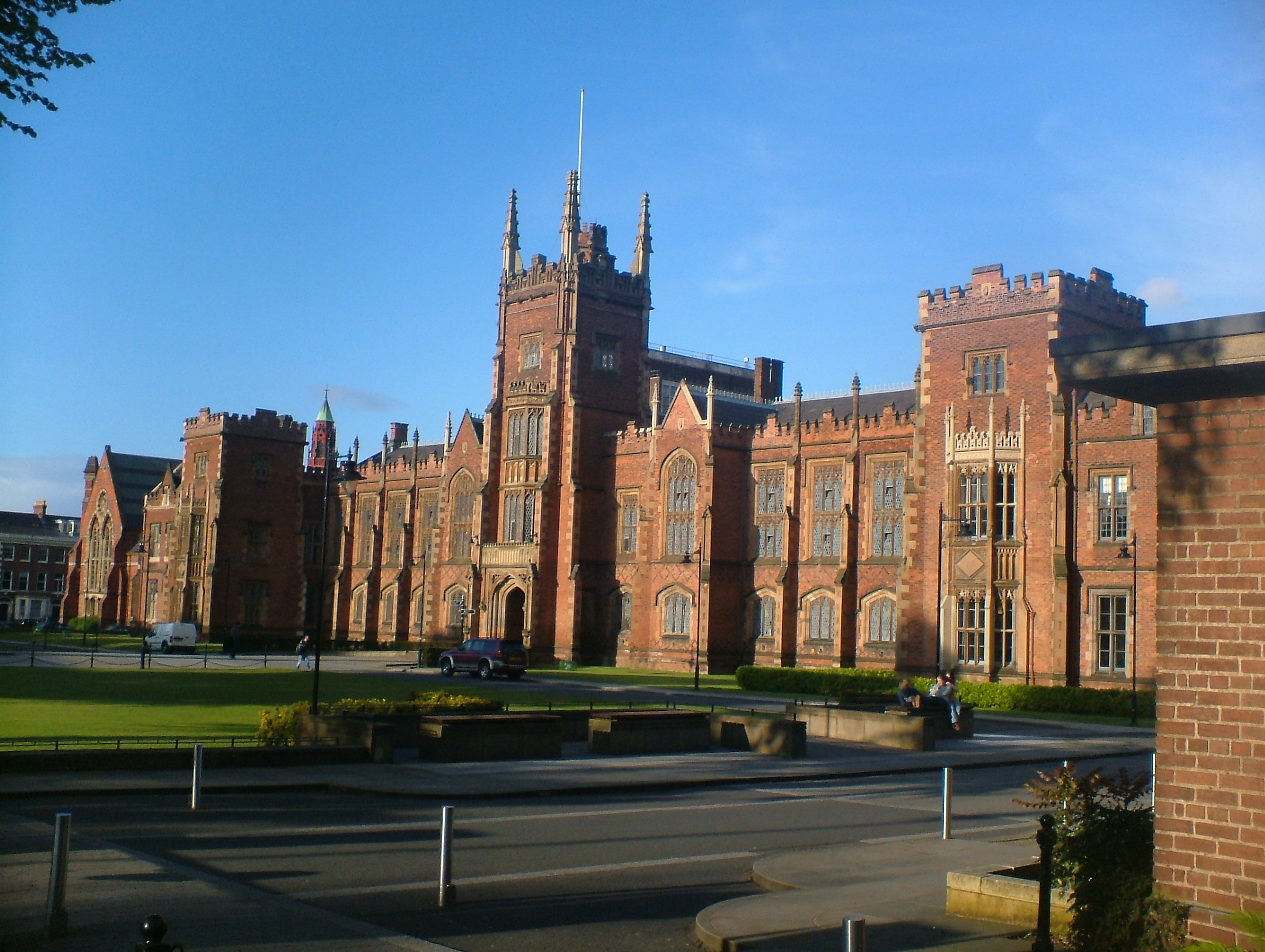
貝爾法斯特女王大學
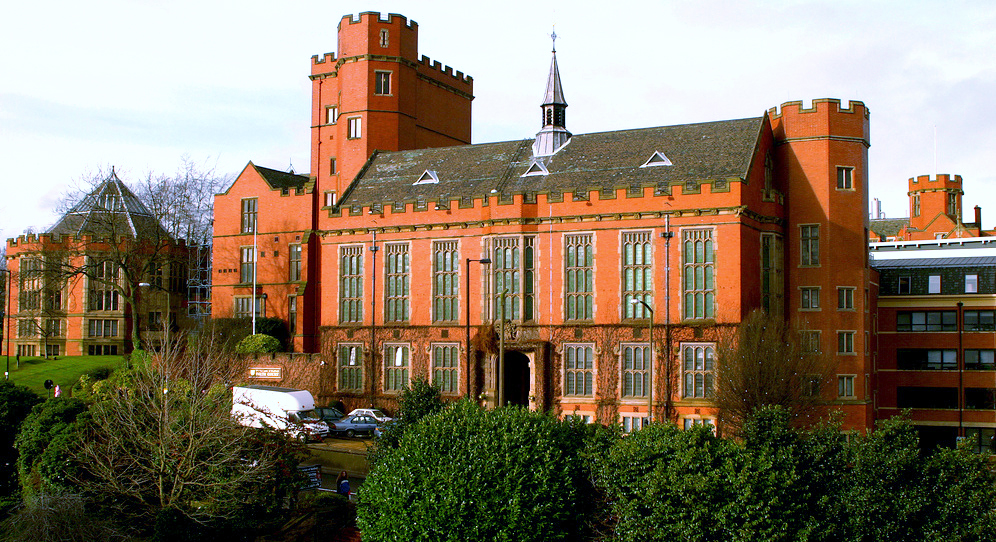
謝菲爾德大學
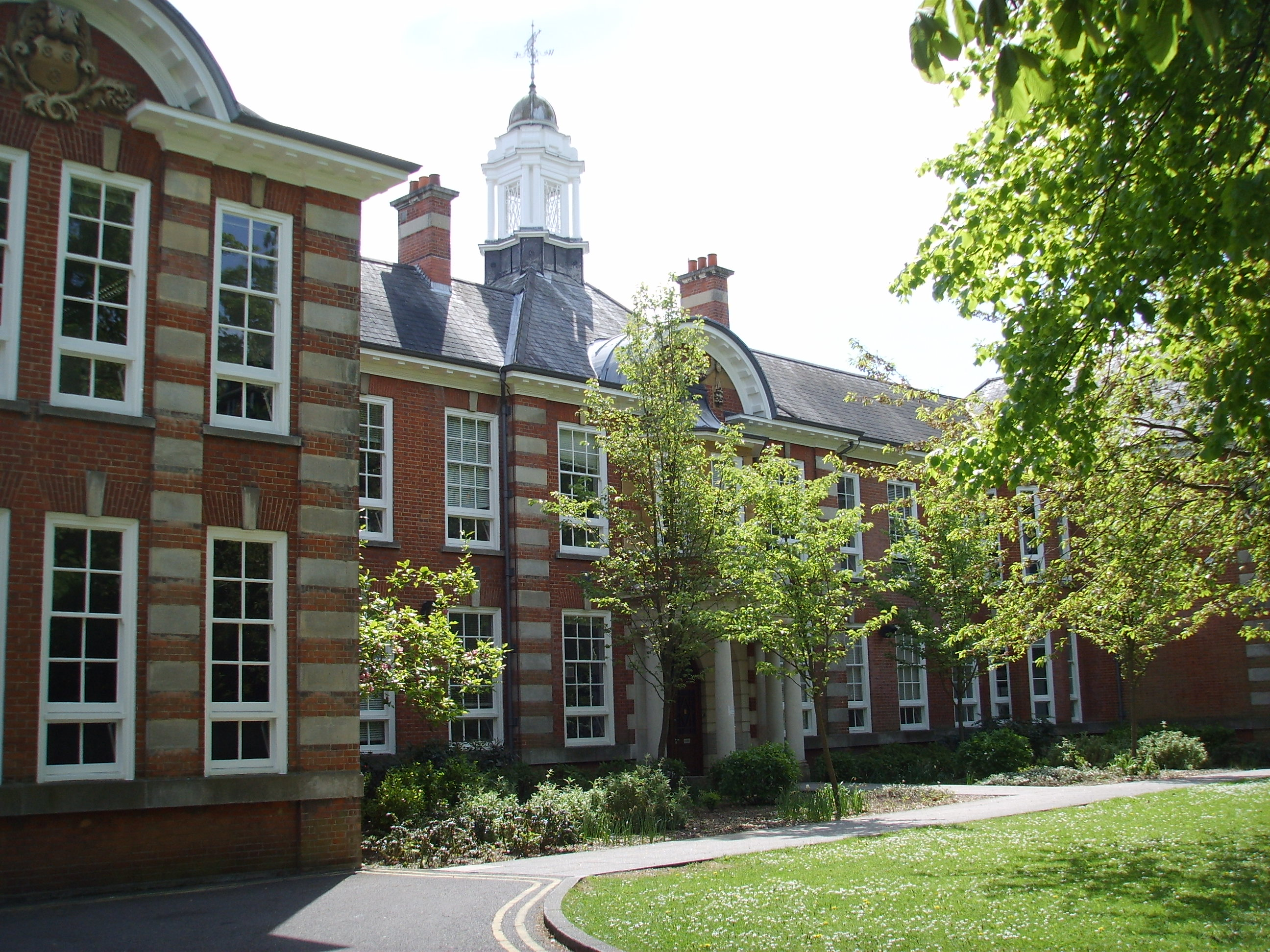
南安普敦大學
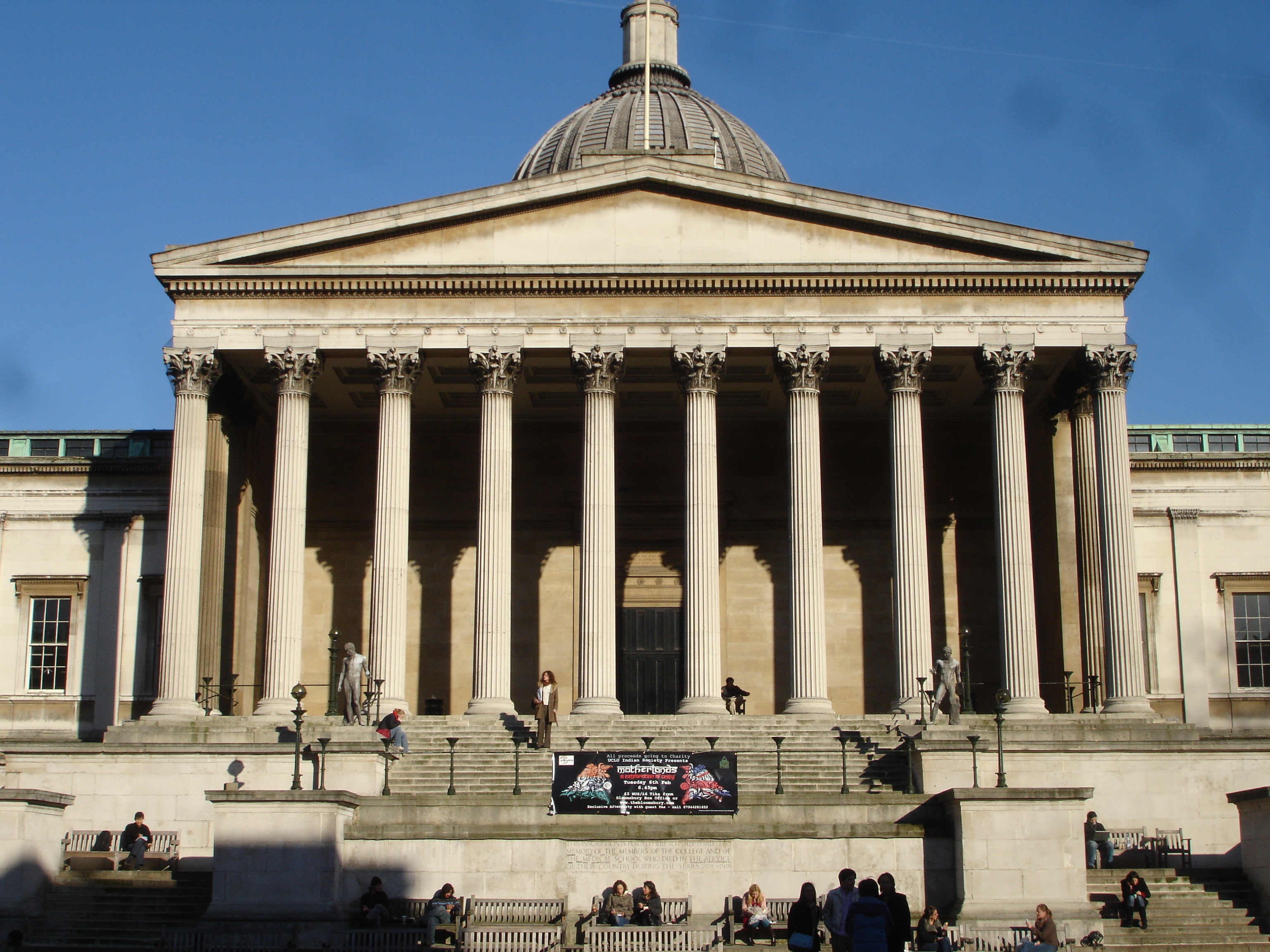
倫敦大學學院
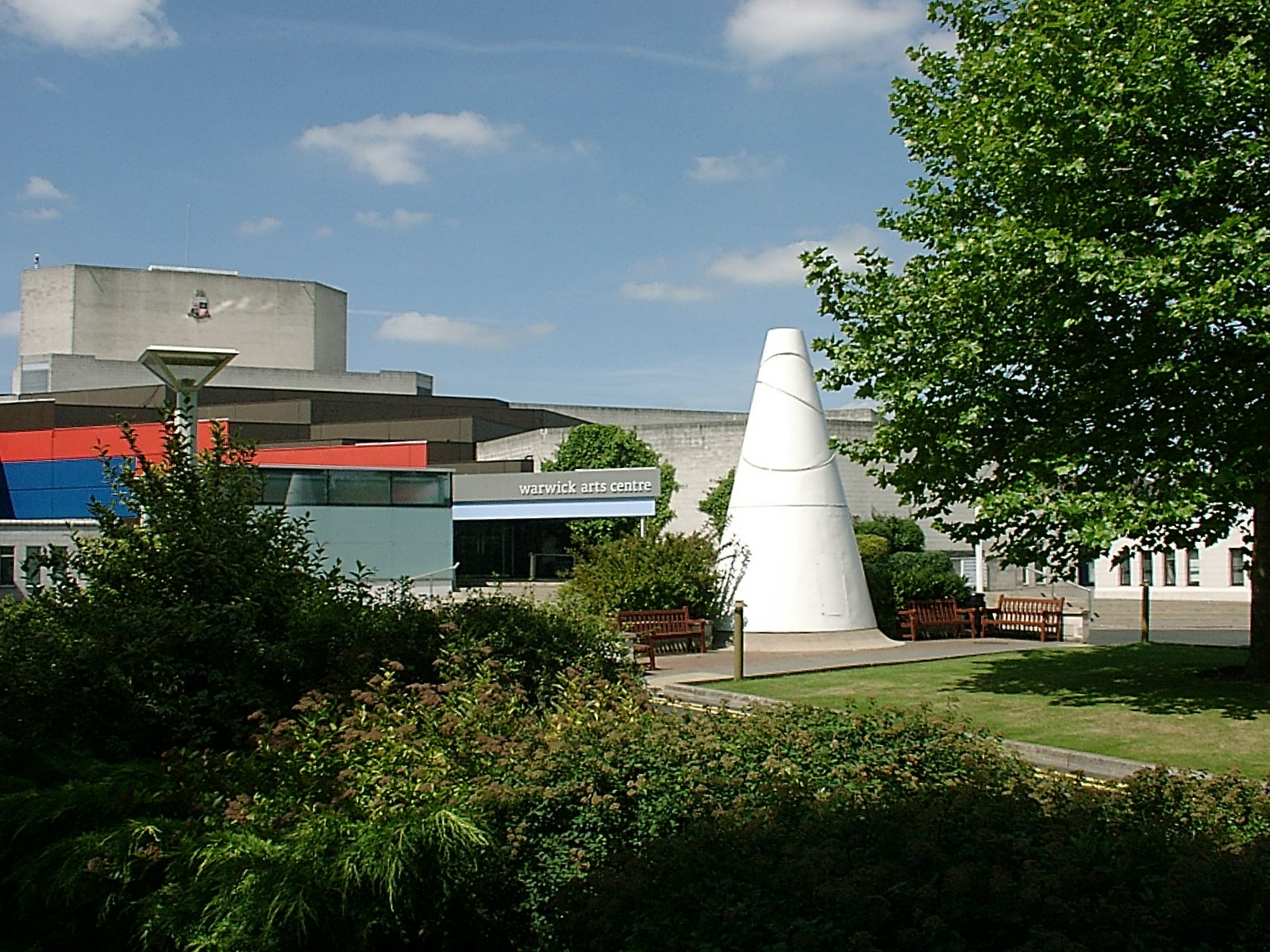
華威大學
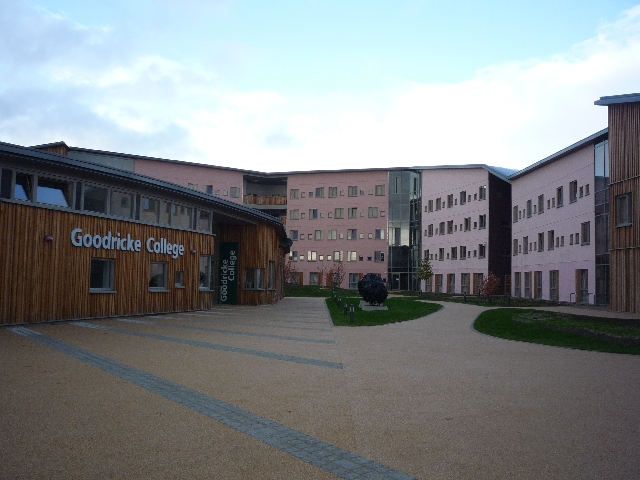
約克大學

## 外部連結
- Russell Group（页面存档备份，存于）